# John Agar
John Agar, född 31 januari 1921 i Chicago, Illinois, död 7 april 2002 i Burbank, Kalifornien, var en amerikansk skådespelare.
Filmdebut 1948 i Fort Apache. Han var förmodligen mest känd för att han åren 1946-1949 var gift med Shirley Temple. Hans filmkarriär förstördes delvis av att han flera gånger arresterades för att ha kört bil alkoholpåverkad. Agar lyckades så småningom övervinna sin alkoholism, drog sig tillbaka från filmen och arbetade som försäkringsagent. Han gjorde en tillfällig comeback 1976 då han medverkade i filmen King Kong.

## Filmografi
- 1948 – Fort Apache
- 1949 – Nationens hjältar
- 1949 – Larm över prärien
- 1949 – I Married a Communist
- 1951 – Vägen till Santa Loma
- 1954 – Mördarens alibi
- 1954 – The Rocket Man
- 1955 – Giftspindeln
- 1955 – Monstret tar hämnd
- 1956 – Med lagens rätt
- 1956 – The Mole People
- 1957 – Den farliga hjärnan från planeten Auros
- 1958 – Attack of the Puppet People
- 1959 – Osynliga fiender
- 1959 – Destination Space
- 1962 – Journey to the Seventh Planet
- 1964 – Diligens till helvetet
- 1966 – Zontar the Thing from Venus
- 1966 – Women of the Prehistoric Planet
- 1966 – Johnny Reno - sheriff
- 1966 – Curse of the Swamp Creature
- 1967 – Night Fright
- 1971 – Big Jake
- 1976 – King Kong
- 1981 – Mr. No Legs
- 1988 – Miracle Mile
- 1993 – Body Bags